# Rose Glass
Rose Glass es una directora de cine y guionista inglesa.  Hizo su debut cinematográfico con la película de terror psicológico Saint Maud de 2019, que fue nominada a dos premios en la 74ª edición de los Premios de Cine de la Academia Británica. En 2020, Glass fue nombrada Mejor Directora Debut en los British Independent Film Awards.
Su siguiente película, Love Lies Bleeding, se estrenó en el Festival de Cine de Sundance de 2024. 

## Primeros años
Glass nació en Londres, Inglaterra, y creció en Essex. Asistió al London College of Communication y trabajó como corredora en sets de filmación además de dirigir y escribir sus propios cortometrajes. Después de graduarse, hizo un cortometraje llamado Storm House, y luego presentó la película en una solicitud a la Escuela Nacional de Cine y Televisión. Se graduó de la Escuela Nacional de Cine y Televisión en 2014, donde realizó el cortometraje Room 55. Durante sus años en ambas escuelas, escribió y dirigió cinco cortometrajes, incluidos Room 55 y Storm House.

## Carrera
Después de dirigir el cortometraje Room 55 en 2014, Glass alcanzó prominencia con su debut como directora y guionista de largometraje, la película de terror psicológico Saint Maud. La historia sigue a la enfermera de cuidados paliativos Maud, quien, habiéndose convertido al catolicismo, se obsesiona con uno de sus cuidados, creyendo que debe salvar su alma. Saint Maud se estrenó en el Festival Internacional de Cine de Toronto el 8 de septiembre de 2019, y fue estrenada en el Reino Unido el 9 de octubre de 2020 por StudioCanal UK. La película fue elogiada por la crítica por su dirección, atmósfera, actuaciones y música.
En 2019, Glass ganó el premio IWC Schaffhausen Filmmaker Bursary Award. A finales de 2020, Glass fue nominado y ganó el premio a Mejor Director Debut en los Premios del Cine Independiente Británico. A principios de 2021, Saint Maud fue nominada a dos premios en la 74ª edición de los Premios de Cine de la Academia Británica, incluida una nominación en la categoría de 'Mejor debut de un escritor, director o productor británico'. En una reseña de cinco estrellas de Saint Maud, el crítico de cine Mark Kermode calificó a Glass como "un nuevo y emocionante talento en el cine británico". El destacado director Danny Boyle ha llamado a Glass "un talento extraordinario y una narradora poderosa" con una "visión singular".
En marzo de 2022, la actriz estadounidense Kristen Stewart anunció que trabajaría con Glass en su próximo largometraje, un thriller romántico titulado Love Lies Bleeding, que será desarrollado por Film4 y A24.

## Filmografía

### Cortometrajes
| Año  | Título            | Directora | Guionista |
| ---- | ----------------- | --------- | --------- |
| 2010 | Moths             | Sí        | Sí        |
| 2011 | Storm House       | Sí        | Sí        |
| 2013 | The Silken Strand | Sí        | Sí        |
| 2014 | Room 55           | Sí        | Sí        |

### Películas
| Año  | Título             | Directora | Guionista |
| ---- | ------------------ | --------- | --------- |
| 2019 | Saint Maud         | Sí        | Sí        |
| 2024 | Love Lies Bleeding | Sí        | Sí        |